# Kairi
Kairi – miasto w Australii, w stanie Queensland.